# Coreia do Norte nos Jogos Olímpicos
A Coreia do Norte (oficialmente República Democrática Popular da Coreia) participou pela primeira vez dos Jogos Olímpicos em 1964, aparecendo apenas nos Jogos Olímpicos de Inverno daquele ano. Oito anos mais tarde, em 1972, o país fez parte pela primeira vez dos Jogos Olímpicos de Verão. Desde então, o país fez parte da maioria dos Jogos de Verão, exceto quando aderiram ao boicote aos Jogos de 1984, quando eles boicotaram os Jogos de 1988 em Seul, Coreia do Sul e quando boicotaram os Jogos de 2020 devido aos temores de contágio pela COVID-19.. A presença da Coreia do Norte nos Jogos de Inverno não tem sido tão frequente, com apenas 7 participações nos últimos 12 jogos. Em 2010, um time competiu nos Jogos Olímpicos em Vancouver.
Atletas norte-coreanos ganharam um total de 43 medalhas,2 das quais foram nos Jogos Olímpicos de Inverno.
O Comitê Olímpico Nacional da Coreia do Norte é o Comitê Olímpico da República Democrática Popular da Coreia, e foi criado em 1953 e reorganizado em 1957.
A Coreia do Norte participou dos Jogos Paraolímpicos em 2012 e em 2016.

## Quadro de Medalhas

### Medalhas por Jogos de Verão
| Jogos               | Ouro           | Prata          | Bronze         | Total          |
| 1972 Munique        | 1              | 1              | 3              | 5              |
| 1976 Montreal       | 1              | 1              | 0              | 2              |
| 1980 Moscou         | 0              | 3              | 2              | 5              |
| 1984 Los Angeles    | não participou | não participou | não participou | não participou |
| 1988 Seul           | não participou | não participou | não participou | não participou |
| 1992 Barcelona      | 4              | 0              | 5              | 9              |
| 1996 Atlanta        | 2              | 1              | 2              | 5              |
| 2000 Sydney         | 0              | 1              | 3              | 4              |
| 2004 Atenas         | 0              | 4              | 1              | 5              |
| 2008 Pequim         | 2              | 1              | 3              | 6              |
| 2012 Londres        | 4              | 0              | 2              | 6              |
| 2016 Rio de Janeiro | 2              | 3              | 2              | 7              |
| 2020 Tóquio         | não participou | não participou | não participou | não participou |
| Total               | 16             | 15             | 23             | 54             |

### Medalhas por Jogos de Inverno
| Jogos               | Ouro           | Prata          | Bronze         | Total          |
| 1964 Innsbruck      | 0              | 1              | 0              | 1              |
| 1968 Grenoble       | não participou | não participou | não participou | não participou |
| 1972 Sapporo        | 0              | 0              | 0              | 0              |
| 1976 Innsbruck      | não participou | não participou | não participou | não participou |
| 1980 Lake Placid    | não participou | não participou | não participou | não participou |
| 1984 Sarajevo       | 0              | 0              | 0              | 0              |
| 1988 Calgary        | 0              | 0              | 0              | 0              |
| 1992 Albertville    | 0              | 0              | 1              | 1              |
| 1994 Lillehammer    | não participou | não participou | não participou | não participou |
| 1998 Nagano         | 0              | 0              | 0              | 0              |
| 2002 Salt Lake City | não participou | não participou | não participou | não participou |
| 2006 Turim          | 0              | 0              | 0              | 0              |
| 2010 Vancouver      | 0              | 0              | 0              | 0              |
| Total               | 0              | 1              | 1              | 2              |

### Medalhas por Esporte
| Esporte                                | Ouro | Prata | Bronze | Total |
| Lutas                                  | 3    | 2     | 4      | 9     |
| Boxe                                   | 2    | 3     | 3      | 8     |
| Ginástica                              | 2    | 0     | 0      | 2     |
| Halterofilismo                         | 1    | 4     | 4      | 9     |
| Judô                                   | 1    | 2     | 4      | 7     |
| Tiro                                   | 1    | 0     | 1      | 2     |
| Tênis de mesa                          | 0    | 1     | 2      | 3     |
| Patinação de velocidade                | 0    | 1     | 0      | 1     |
| Voleibol                               | 0    | 0     | 1      | 1     |
| Patinação de velocidade em pista curta | 0    | 0     | 1      | 1     |
| Total                                  | 10   | 13    | 20     | 43    |